# 北京猛虎队
北京猛虎隊為中國棒球聯賽的創始隊之一，主場為北京豐台棒球場，成軍於1975年11月，前身為北京龍隊。

## 歷年戰績
- 2002年：9勝3敗，例行賽第二名　
  - 總冠軍賽：0勝1敗（一戰定生死）
- 2003年：13勝11敗，例行賽第二名　
  - 總冠軍賽：3勝2敗（五戰三勝制）
- 2004年21勝15敗，例行賽第二名　
  - 總冠軍賽：3勝2敗（五戰三勝制）
- 2005年：22勝7敗，例行賽第一名　
  - 總冠軍賽：3勝0敗（五戰三勝制）
- 2006年：12勝9敗，例行賽第二名
- 2007年：15勝6敗，例行賽第二名
- 2008年：12勝9敗，例行賽第二名
  - 總冠軍賽：0勝3敗（五戰三勝制）
- 2009年：因官網維修，無法取得資料
  - 總冠軍賽：1勝0敗（一戰定生死）
- 2010年：15勝3敗，例行賽第一名
  - 總冠軍賽：0勝3敗（五戰三勝制）

## 外部連結
- 北京猛虎队在台灣棒球維基館上的頁面（繁體中文）